# Marie Tereza Savojská (1756–1805)
Marie Tereza Savojská (31. ledna 1756 Turín – 2. června 1805 Štýrský Hradec) byla savojská princezna a manželka Karla Filipa z Artois, vnuka Ludvíka XV. a mladšího bratra Ludvíka XVI. Devatenáct let po její smrti se stal její manžel francouzským králem Karlem X.

## Původ
Princezna Marie Tereza Savojská se narodila v Královském Paláci v Turínu za vlády svého dědečka Karla Emanuela III. Byla třetí dcerou a pátou ze dvanácti dětí dědice trůnu a jeho manželky, Viktora Amadea a Marie Antonie Španělské. Vyrůstala se svou o tři roky starší sestrou Marií Josefínou, která se později provdala do francouzské královské rodiny.

## Zásnuby a manželství
Následovala řada politických sňatků, Marie Tereza byla zasnoubena s hrabětem z Artois, nejmladším vnukem vládnoucího krále Francie, Ludvíka XV. Artois byl původně zamýšlen jako snoubenec pro Luisu Adelaidu Bourbonskou, dceru knížete z Condé. Ke sňatku s Luisou Adelaidou však nikdy nedošlo, protože její postavení bylo mnohem nižší, než Artoise, který byl v přímé linii na dědictví francouzského trůnu. Marie Tereza se za hraběte provdala v zastoupení v Palazzina di caccia ve Stupinigi, oficiální obřad se konal ve Versailles 16. listopadu 1773.
Tato svatba byla druhým ze tří francouzsko-savojských spojení během čtyř let. V dubnu 1771 se její starší sestra Marie Josefína provdala za staršího bratra hraběte z Artois, hraběte z Provence; později, v roce 1775, se bratr Marie Terezy, Karel Emanuel, oženil se sestrou jejího manžela, Marií Klotildou.
Protože byl její manžel vnukem krále, nesla po svatbě i Marie Tereza titul vnučka Francie. To jí umožnilo ponechat si oslovení "Královská Výsost", které měla od narození jako vnučka krále Sardinie. Nicméně, ve Versailles jí namísto toho říkali Madame la comtesse d'Artois.
Marie Tereza byla ve své době nejnenáviděnější osobou u dvora, i když se vyhnula nejhorším nadávkám zaměřených na její švagrovou, Marii Antoinettu. Hrabě Mercy-Argenteau, který si dopisoval s Marií Terezií ohledně Marie Antoinetty, napsal, že Marie Tereza byla tichá a nejevila zájem absolutně o nic.
Marie Tereza nebyla ve Versailles považována za krásnou, ale její pleť byla všeobecně obdivována. Byla sestřenicí známé Marie Luisy Savojské, kněžny z Lamballe, velké přítelkyně Marie Antoinetty, a také sestřenicí knížete z Condé, který byl později členem kontrarevoluční armády.
Zhruba rok po příchodu do Versailles, Marie Tereza poprvé otěhotněla a porodila první dítě nové královské generace Ludvíka Antonína, vévodu z Angoulême. Následující rok přivedla na svět dceru Žofii, ta však zemřela v šesti letech v roce 1783. Druhý syn Karel Ferdinand z Berry, se narodil v roce 1778. Poslední dítě, dcera Marie Tereza, pojmenována po matce, zemřela v pouhých šesti měsících života.
Marie Tereza prchla s manželem z Francie již krátce po dobytí Bastily, kterým začala Velká francouzská revoluce. Na nějako dobu našla útočiště ve svém rodném Savojsku. Zemřela v exilu ve Štýrském Hradci roku 1805. Pohřbena byla v katedrále svatého Jiljí.

## Potomci
- 1. Ludvík Antonín (6. 8. 1775 Versailles – 3. 6. 1844 Gorizia)[1], vévoda z Angoulême, poslední francouzský dauphin, král francouzský a navarrský po dobu 20 minut dne 2. srpna 1830[2]
- 2. Žofie z Artois (5. 8. 1776 Versailles – 5. 12. 1783 tamtéž)[3]
- 3. Karel Ferdinand Bourbonský (24. 1. 1778 Versailles – 14. 2. 1820 Paříž),[4] vévoda z Berry, zavražděn protimonarchistickým atentátníkem[5]
⚭ 1816 Marie Karolína Neapolsko-Sicilská  5. 11. 1798 Caserta – 17. 4. 1870, Brunnsee)[6]
- 4. Marie Tereza z Artois (6. 1. 1783 Versailles – 22. 6. 1783 tamtéž)[7]

## Vývod z předků
|                       |                                     |  |             |                                                 |  |  |  |  |  |  |  | Karel Emanuel II. Savojský |
|                       |                                     |  |             |                                                 |  |  |  |  |  |  |  |                            |
|                       | Viktor Amadeus II.                  |  |             |                                                 |  |  |  |  |  |  |  |                            |
|                       |                                     |  |             |                                                 |  |  |  |  |  |  |  |                            |
|                       |                                     |  |             | Marie Johanna Savojská                          |  |  |  |  |  |  |  |                            |
|                       |                                     |  |             |                                                 |  |  |  |  |  |  |  |                            |
|                       | Karel Emanuel III.                  |  |             |                                                 |  |  |  |  |  |  |  |                            |
|                       |                                     |  |             |                                                 |  |  |  |  |  |  |  |                            |
|                       |                                     |  |             | Filip I. Orléanský                              |  |  |  |  |  |  |  |                            |
|                       |                                     |  |             |                                                 |  |  |  |  |  |  |  |                            |
|                       | Anna Marie Orléanská                |  |             |                                                 |  |  |  |  |  |  |  |                            |
|                       |                                     |  |             |                                                 |  |  |  |  |  |  |  |                            |
|                       |                                     |  |             | Henrietta Anna Stuartovna                       |  |  |  |  |  |  |  |                            |
|                       |                                     |  |             |                                                 |  |  |  |  |  |  |  |                            |
|                       | Viktor Amadeus III.                 |  |             |                                                 |  |  |  |  |  |  |  |                            |
|                       |                                     |  |             |                                                 |  |  |  |  |  |  |  |                            |
|                       |                                     |  |             | Vilém Hesensko-Rotenburský                      |  |  |  |  |  |  |  |                            |
|                       |                                     |  |             |                                                 |  |  |  |  |  |  |  |                            |
|                       | Arnošt Leopold Hesensko-Rotenburský |  |             |                                                 |  |  |  |  |  |  |  |                            |
|                       |                                     |  |             |                                                 |  |  |  |  |  |  |  |                            |
|                       |                                     |  |             | Marie Anna z Löwenstein-Wertheim-Rochefortu     |  |  |  |  |  |  |  |                            |
|                       |                                     |  |             |                                                 |  |  |  |  |  |  |  |                            |
|                       | Polyxena Hesensko-Rotenburská       |  |             |                                                 |  |  |  |  |  |  |  |                            |
|                       |                                     |  |             |                                                 |  |  |  |  |  |  |  |                            |
|                       |                                     |  |             | Maxmilián Karel Albrecht z Löwenstein-Wertheimu |  |  |  |  |  |  |  |                            |
|                       |                                     |  |             |                                                 |  |  |  |  |  |  |  |                            |
|                       | Eleonora z Löwenstein-Wertheim      |  |             |                                                 |  |  |  |  |  |  |  |                            |
|                       |                                     |  |             |                                                 |  |  |  |  |  |  |  |                            |
|                       |                                     |  |             | Marie Polyxena z Khuen-Belasi-Lichtenbergu      |  |  |  |  |  |  |  |                            |
|                       |                                     |  |             |                                                 |  |  |  |  |  |  |  |                            |
| Marie Tereza Savojská |                                     |  |             |                                                 |  |  |  |  |  |  |  |                            |
|                       |                                     |  |             |                                                 |  |  |  |  |  |  |  |                            |
|                       |                                     |  | Ludvík XIV. |                                                 |  |  |  |  |  |  |  |                            |
|                       |                                     |  |             |                                                 |  |  |  |  |  |  |  |                            |
|                       | Ludvík Francouzský                  |  |             |                                                 |  |  |  |  |  |  |  |                            |
|                       |                                     |  |             |                                                 |  |  |  |  |  |  |  |                            |
|                       |                                     |  |             | Marie Tereza Habsburská                         |  |  |  |  |  |  |  |                            |
|                       |                                     |  |             |                                                 |  |  |  |  |  |  |  |                            |
|                       | Filip V. Španělský                  |  |             |                                                 |  |  |  |  |  |  |  |                            |
|                       |                                     |  |             |                                                 |  |  |  |  |  |  |  |                            |
|                       |                                     |  |             | Ferdinand Maria Bavorský                        |  |  |  |  |  |  |  |                            |
|                       |                                     |  |             |                                                 |  |  |  |  |  |  |  |                            |
|                       | Marie Anna Bavorská                 |  |             |                                                 |  |  |  |  |  |  |  |                            |
|                       |                                     |  |             |                                                 |  |  |  |  |  |  |  |                            |
|                       |                                     |  |             | Jindřiška Adéla Marie Savojská                  |  |  |  |  |  |  |  |                            |
|                       |                                     |  |             |                                                 |  |  |  |  |  |  |  |                            |
|                       | Marie Antonie Španělská             |  |             |                                                 |  |  |  |  |  |  |  |                            |
|                       |                                     |  |             |                                                 |  |  |  |  |  |  |  |                            |
|                       |                                     |  |             | Ranuccio II. Farnese                            |  |  |  |  |  |  |  |                            |
|                       |                                     |  |             |                                                 |  |  |  |  |  |  |  |                            |
|                       | Eduard Parmský                      |  |             |                                                 |  |  |  |  |  |  |  |                            |
|                       |                                     |  |             |                                                 |  |  |  |  |  |  |  |                            |
|                       |                                     |  |             | Isabela d´Este                                  |  |  |  |  |  |  |  |                            |
|                       |                                     |  |             |                                                 |  |  |  |  |  |  |  |                            |
|                       | Alžběta Parmská                     |  |             |                                                 |  |  |  |  |  |  |  |                            |
|                       |                                     |  |             |                                                 |  |  |  |  |  |  |  |                            |
|                       |                                     |  |             | Filip Vilém Falcký                              |  |  |  |  |  |  |  |                            |
|                       |                                     |  |             |                                                 |  |  |  |  |  |  |  |                            |
|                       | Dorotea Žofie Falcko-Neuburská      |  |             |                                                 |  |  |  |  |  |  |  |                            |
|                       |                                     |  |             |                                                 |  |  |  |  |  |  |  |                            |
|                       |                                     |  |             | Alžběta Amálie Hesensko-Darmstadtská            |  |  |  |  |  |  |  |                            |
|                       |                                     |  |             |                                                 |  |  |  |  |  |  |  |                            |